# Albert Clements Killam

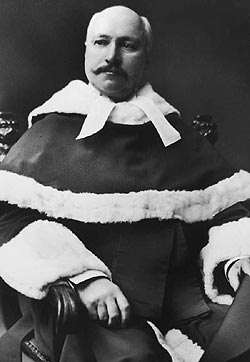
Albert Clements Killam (Januar 1904)

Albert Clements Killam (* 18. September 1849 in Yarmouth, Nova Scotia; † 1. März 1908) war ein kanadischer Jurist, der zwischen 1903 und 1905 Richter am Obersten Gerichtshof von Kanada war.

## Leben
Killam, Sohn von George Killam und Caroline Clements, absolvierte nach dem Schulbesuch zunächst ein grundständiges Studium an der University of Toronto, das er 1872 mit einem Bachelor of Arts (B.A.) beendete. Danach schrieb er sich als Student bei der Law Society von Oberkanada ein und absolvierte ein damals übliches Studium der Rechtswissenschaften in der Anwaltskanzlei Crooks, Kingsmill & Cattanach in Toronto. Nach seiner anwaltlichen Zulassung durch die Anwaltskammer von Ontario nahm er 1877 eine Tätigkeit als Rechtsanwalt in Windsor auf, ehe er 1879 nach Winnipeg verzog und auch durch die Anwaltskammer von Manitoba eine anwaltliche Zulassung erhielt.
Neben seiner Anwaltstätigkeit war Killam zeitweise auch politisch aktiv und gehörte zwischen 1883 und 1885 für die Manitoba Liberal Party der Legislativversammlung von Manitoba als Mitglied an. Im Anschluss wurde er 1885 zum Richter am Obergericht von Manitoba, dem Court of Queen’s Bench, berufen und gehörte der Kammer an, die im September 1885 den Prozess gegen den Mitbegründer der Provinz Manitoba und Führungspersönlichkeit der MétisLouis Riel verhandelte. 1899 wurde er zum Obersten Richter von Manitoba (Chief Justice of Manitoba) ernannt.
Im Anschluss wurde Killam am 8. August 1903 von Premierminister Wilfrid Laurier zum Richter am Obersten Gerichtshof von Kanada berufen. Er gehörte dem Obersten Gerichtshof bis zu seinem Rücktritt am 6. Februar 1905 an. Er war damit der erste Richter aus Manitoba, der an den Obersten Gerichtshof berufen wurde. Nach seinem Ausscheiden aus dem Obersten Gerichtshof wurde er Vorsitzender der Eisenbahnkommission (Chief Commissioner of the Board of Railway Commissioners) und übte dieses Amt bis zu seinem Tode am 1. März 1908 aus.
Ihm zu Ehren wurde die Gemeinde Killam in der Provinz Alberta benannt.